# Aussonne
Cet article possède des paronymes, voir Ausson et Auxonne.
Aussonne (Aussona en occitan) est une commune française située dans le nord du département de la Haute-Garonne en région Occitanie. Sur le plan historique et culturel, la commune est dans le pays toulousain, qui s’étend autour de Toulouse le long de la vallée de la Garonne, bordé à l’ouest par les coteaux du Savès, à l’est par ceux du Lauragais et au sud par ceux de la vallée de l’ Ariège et du Volvestre.
Exposée à un climat océanique altéré, elle est drainée par l'Aussonnelle, le ruisseau du Panariol et par divers autres petits cours d'eau. La commune possède un patrimoine naturel remarquable composé d'une zone naturelle d'intérêt écologique, faunistique et floristique.
Aussonne est une commune urbaine qui compte 7 731 habitants en 2022, après avoir connu une forte hausse de la population depuis 1975. Elle appartient à l'unité urbaine de Toulouse et fait partie de l'aire d'attraction de Toulouse. Ses habitants sont appelés les Aussonnais ou  Aussonnaises.
Le patrimoine architectural de la commune comprend un immeuble protégé au titre des monuments historiques : l'église Notre-Dame-du-Rosaire, inscrite en 1926.

## Géographie

### Localisation
La commune d'Aussonne se trouve dans le département de la Haute-Garonne, en région Occitanie.
Sur le plan historique et culturel, Aussonne fait partie du pays toulousain, une ceinture de plaines fertiles entrecoupées de bosquets d'arbres, aux molles collines semées de fermes en briques roses, inéluctablement grignotée par l'urbanisme des banlieues.
Elle se situe à 13 km à vol d'oiseau de Toulouse, préfecture du département, et à 8 km de Blagnac, bureau centralisateur du canton de Blagnac dont dépend la commune depuis 2015 pour les élections départementales.
La commune fait en outre partie du bassin de vie de Toulouse.
Les communes les plus proches sont : 
Mondonville (3,0 km), Seilh (3,0 km), Cornebarrieu (3,9 km), Daux (4,2 km), Merville (4,5 km), Gagnac-sur-Garonne (4,8 km), Beauzelle (5,1 km), Lespinasse (6,0 km).
| Daux        | Merville     | Seilh     |
| Mondonville | Aussonne     | Beauzelle |
|             | Cornebarrieu | Blagnac   |

### Géologie et relief
L'altitude de la commune varie entre 119 et 171 mètres.

### Hydrographie

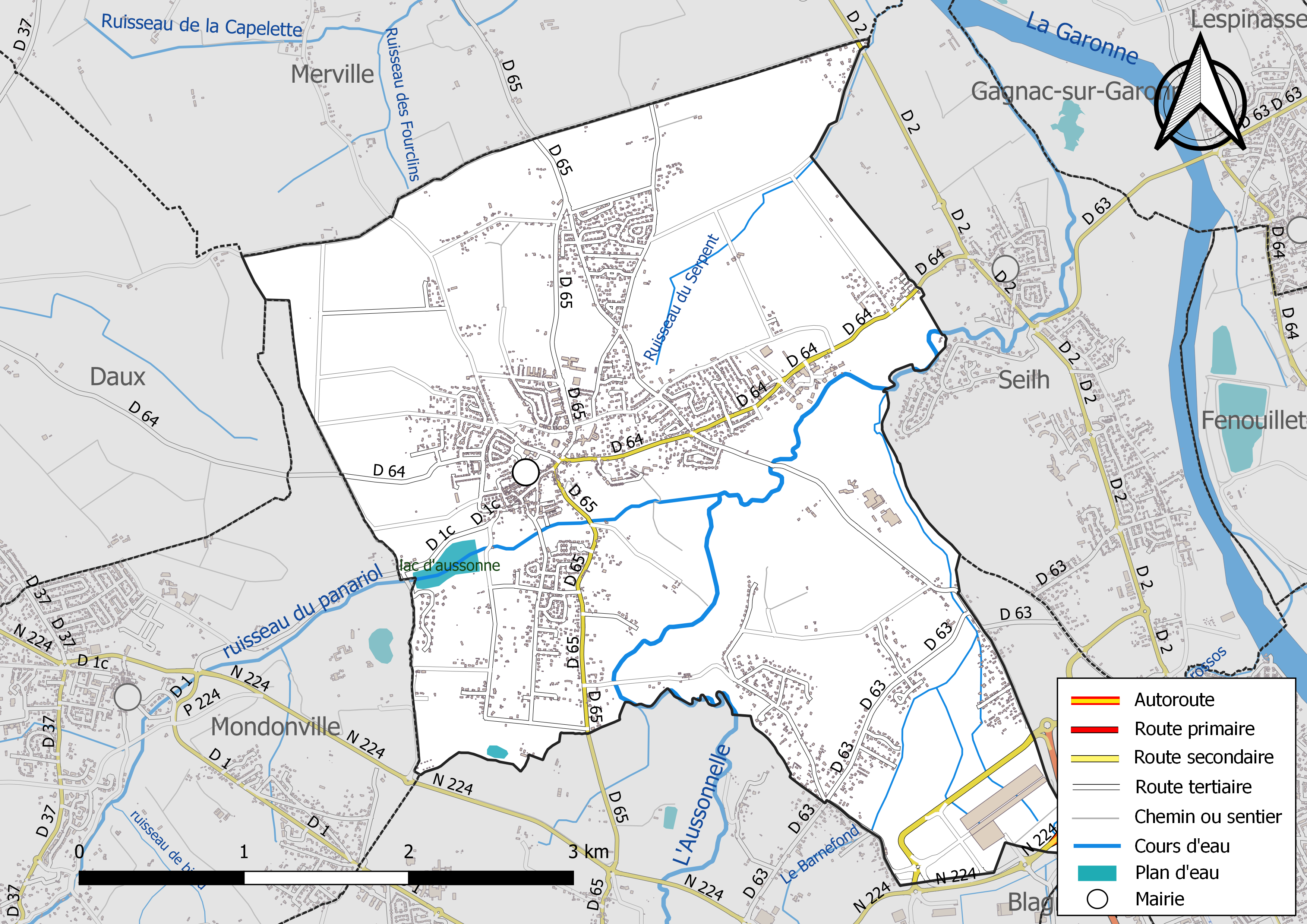
Réseaux hydrographique et routier d'Aussonne.

La commune est dans le Bassin de la Garonne, au sein du bassin hydrographique Adour-Garonne. Elle est drainée par l'Aussonnelle, le ruisseau du Panariol, le Barnefond, le ruisseau des Garossos, le ruisseau du Serpent et par deux petits cours d'eau, constituant un réseau hydrographique de 14 km de longueur totale,.
L'Aussonnelle, d'une longueur totale de 42,4 km, prend sa source dans la commune de Saint-Thomas et s'écoule du sud-ouest vers le nord-est. Il traverse la commune et se jette dans la Garonne à Seilh, après avoir traversé 12 communes.
Le ruisseau du Panariol, d'une longueur totale de 14,24 km, prend sa source dans la commune de Lasserre-Pradère et s'écoule du sud-ouest vers le nord-est. Il se jette dans l'Aussonnelle sur le territoire communal, après avoir traversé 4 communes.

### Climat
Pour des articles plus généraux, voir Climat de l'Occitanie et Climat de la Haute-Garonne.
En 2010, le climat de la commune est de type climat du Bassin du Sud-Ouest, selon une étude s'appuyant sur une série de données couvrant la période 1971-2000. En 2020, Météo-France publie une typologie des climats de la France métropolitaine dans laquelle la commune est exposée à un climat océanique altéré et est dans la région climatique Aquitaine, Gascogne, caractérisée par une pluviométrie abondante au printemps, modérée en automne, un faible ensoleillement au printemps, un été chaud (19,5 °C), des vents faibles, des brouillards fréquents en automne et en hiver et des orages fréquents en été (15 à 20 jours).
Pour la période 1971-2000, la température annuelle moyenne est de 13,2 °C, avec une amplitude thermique annuelle de 15,7 °C. Le cumul annuel moyen de précipitations est de 691 mm, avec 9,6 jours de précipitations en janvier et 5,4 jours en juillet. Pour la période 1991-2020, la température moyenne annuelle observée sur la station météorologique la plus proche, située sur la commune de Blagnac à 8 km à vol d'oiseau, est de 14,2 °C et le cumul annuel moyen de précipitations est de 627,0 mm,. Pour l'avenir, les paramètres climatiques de la commune estimés pour 2050 selon différents scénarios d'émission de gaz à effet de serre sont consultables sur un site dédié publié par Météo-France en novembre 2022.

### Milieux naturels et biodiversité

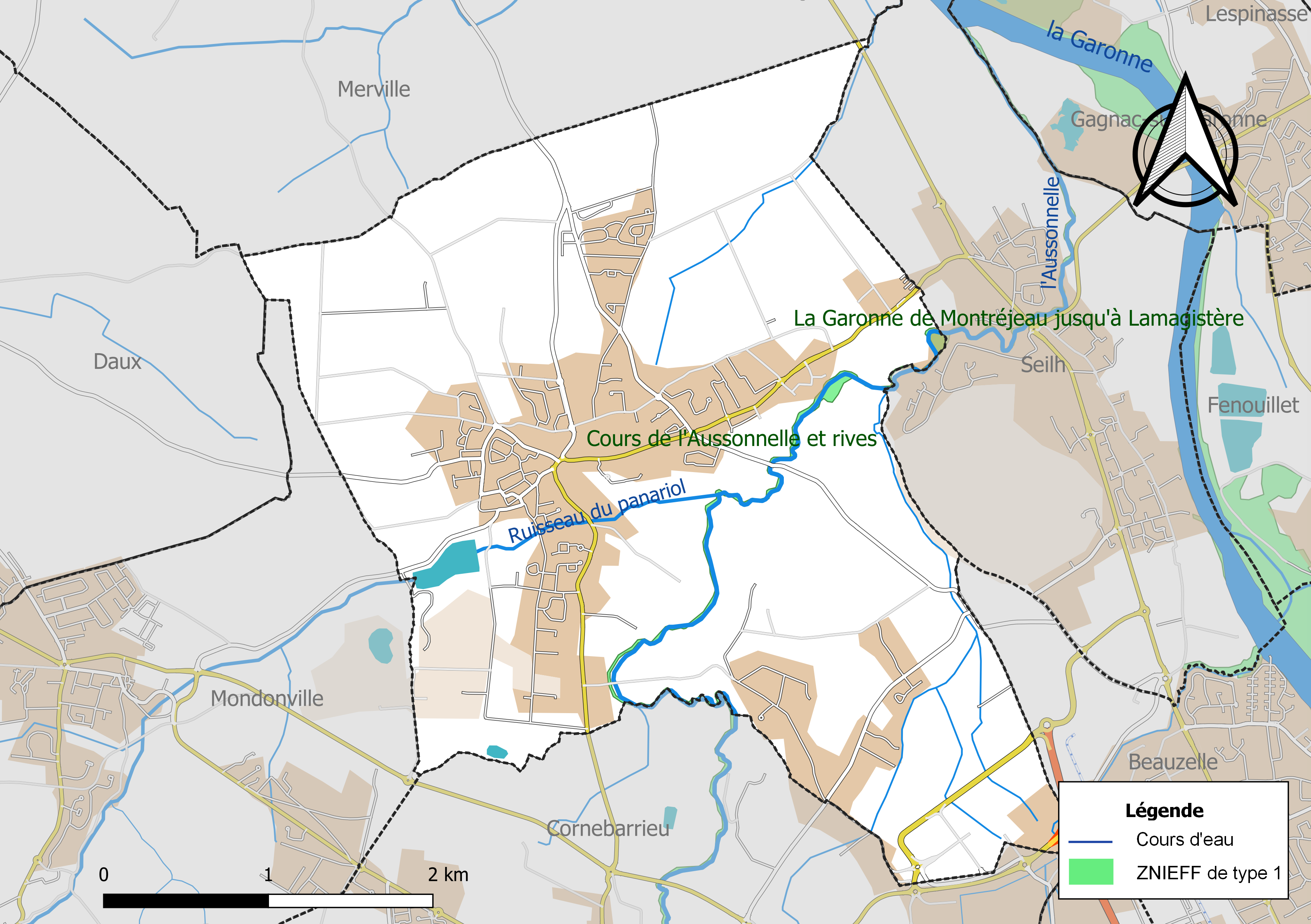
Carte de la ZNIEFF de type 1 localisée sur la commune.

L’inventaire des zones naturelles d'intérêt écologique, faunistique et floristique (ZNIEFF) a pour objectif de réaliser une couverture des zones les plus intéressantes sur le plan écologique, essentiellement dans la perspective d’améliorer la connaissance du patrimoine naturel national et de fournir aux différents décideurs un outil d’aide à la prise en compte de l’environnement dans l’aménagement du territoire.
Une ZNIEFF de type 1 est recensée sur la commune :
le « cours de l'Aussonnelle et rives » (76 ha), couvrant 12 communes du département.

## Urbanisme

### Typologie
Au 1er janvier 2024, Aussonne est catégorisée ceinture urbaine, selon la nouvelle grille communale de densité à sept niveaux définie par l'Insee en 2022.
Elle appartient à l'unité urbaine de Toulouse, une agglomération inter-départementale regroupant 81  communes, dont elle est une commune de la banlieue,,. Par ailleurs la commune fait partie de l'aire d'attraction de Toulouse, dont elle est une commune de la couronne,. Cette aire, qui regroupe 527 communes, est catégorisée dans les aires de 700 000 habitants ou plus (hors Paris),.

### Occupation des sols

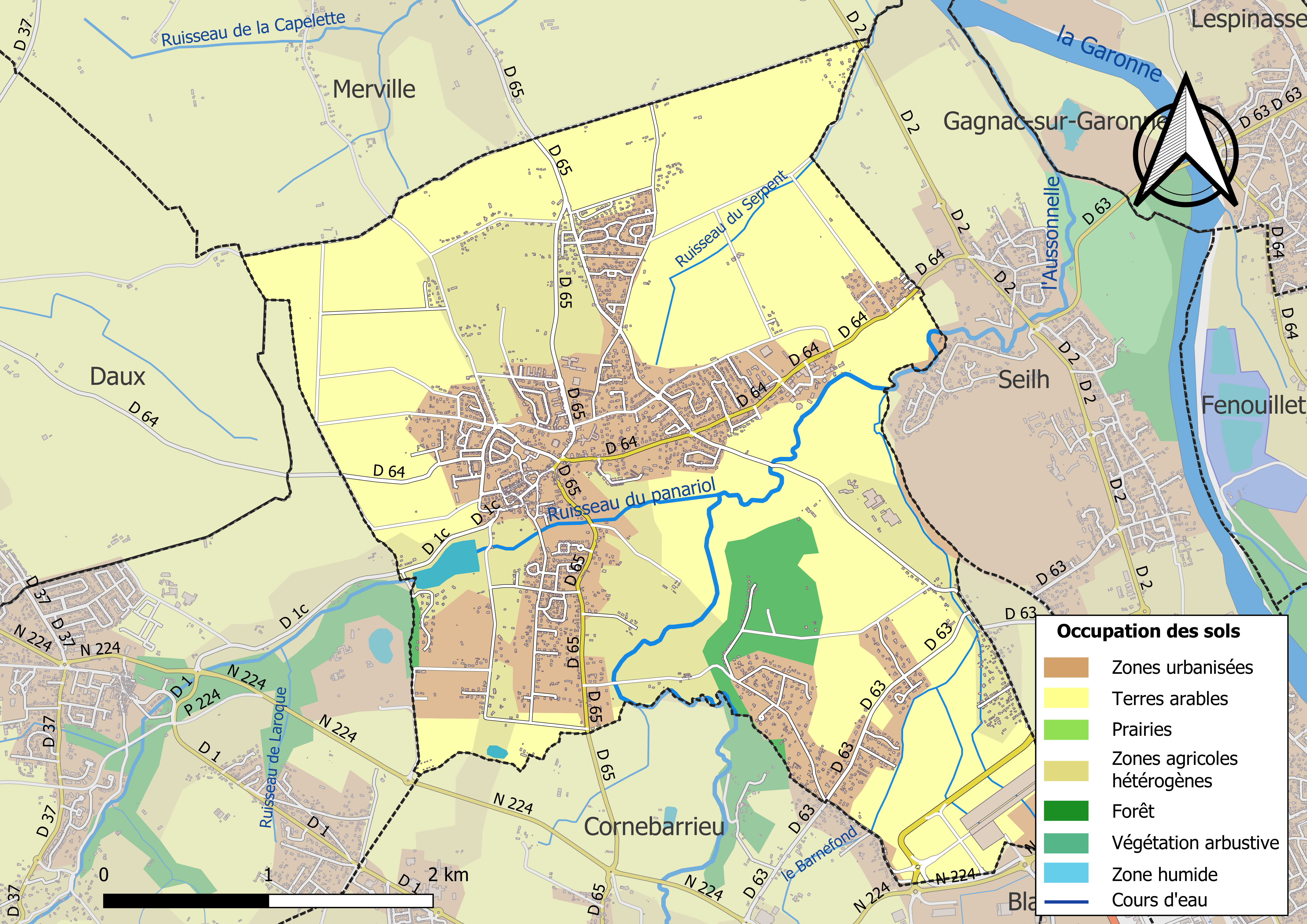
Carte des infrastructures et de l'occupation des sols de la commune en 2018 (CLC).

L'occupation des sols de la commune, telle qu'elle ressort de la base de données européenne d’occupation biophysique des sols Corine Land Cover (CLC), est marquée par l'importance des territoires agricoles (66 % en 2018), en diminution par rapport à 1990 (81,1 %). La répartition détaillée en 2018 est la suivante : 
terres arables (48,9 %), zones urbanisées (23,4 %), zones agricoles hétérogènes (17 %), mines, décharges et chantiers (3,7 %), forêts (3,6 %), espaces verts artificialisés, non agricoles (2,9 %), zones industrielles ou commerciales et réseaux de communication (0,4 %). L'évolution de l’occupation des sols de la commune et de ses infrastructures peut être observée sur les différentes représentations cartographiques du territoire : la carte de Cassini (XVIIIe siècle), la carte d'état-major (1820-1866) et les cartes ou photos aériennes de l'IGN pour la période actuelle (1950 à aujourd'hui).

### Morphologie urbaine
L'urbanisation se fit petit à petit jusqu'en 1970, où le village atteignit la population symbolique de 1 000 habitants. Située en banlieue toulousaine, la commune devait rattraper son retard social (20 % de logements sociaux obligatoires), ainsi les années 2000 virent l'expansion de la ville et la construction de nombreux logements comme le quartier HLM du Prestillou, situé sur une ancienne vaste étendue champêtre autrefois. De nos jours, Aussonne a complètement changé de visage mais garde toujours un certain regard vers le passé.

### Voies de communication et transports

#### Voies de communication
La commune est accessible par la route nationale 224 (ou itinéraire à Grand Gabarit) et la route métropolitaine 902 appelée aussi "Voie Lactée".
En centre-ville, il y a quelques rues principalement piétonnes comme la rue du fort, la rue cahuzac et la rue salut.

#### Transports
La ligne 71 du réseau Tisséo relie le quartier des Agassines et le centre de la commune à la station Andromède-Lycée du tramway de Toulouse, le TAD 118 relie la commune à la gare de Colomiers desservie par la ligne C, le TAD 120 relie la commune à la station de tramway Aéroconstellation, et la ligne 362 du réseau Arc-en-Ciel relie la commune à la gare routière de Toulouse depuis Larra.
Depuis septembre 2020, la commune est également desservie par la station terminus MEETT de la ligne T1 du tramway de Toulouse.

### Risques majeurs
Le territoire de la commune d'Aussonne est vulnérable à différents aléas naturels : météorologiques (tempête, orage, neige, grand froid, canicule ou sécheresse), inondations et séisme (sismicité très faible). Un site publié par le BRGM permet d'évaluer simplement et rapidement les risques d'un bien localisé soit par son adresse soit par le numéro de sa parcelle.
Certaines parties du territoire communal sont susceptibles d’être affectées par le risque d’inondation par débordement de cours d'eau, notamment le ruisseau du Panariol. La commune a été reconnue en état de catastrophe naturelle au titre des dommages causés par les inondations et coulées de boue survenues en 1982, 1988, 1993, 1994, 1999 et 2009 et au titre des inondations par remontée de nappe en 2013,.

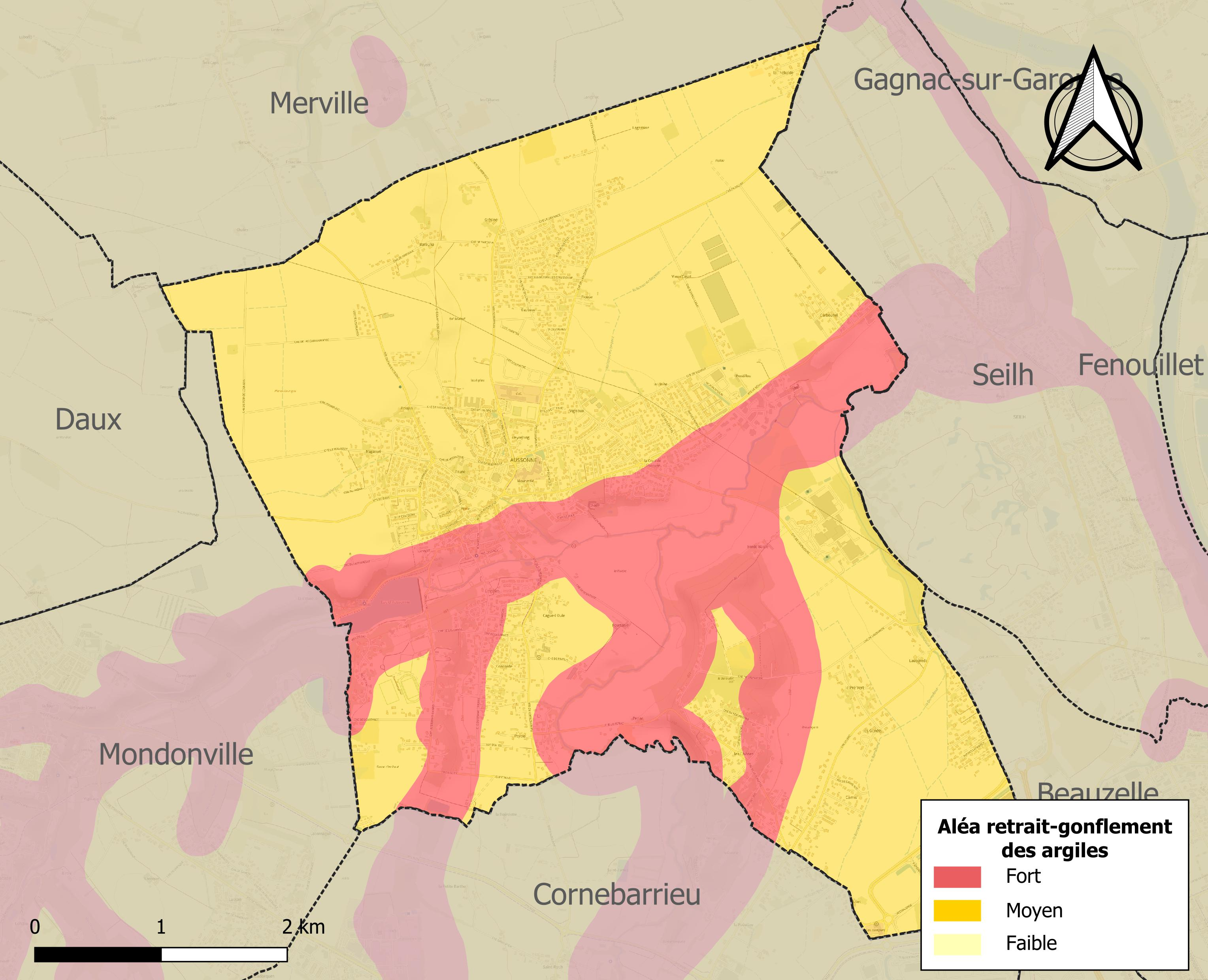
Carte des zones d'aléa retrait-gonflement des sols argileux d'Aussonne.

Le retrait-gonflement des sols argileux est susceptible d'engendrer des dommages importants aux bâtiments en cas d’alternance de périodes de sécheresse et de pluie. La totalité de la commune est en aléa moyen ou fort (88,8 % au niveau départemental et 48,5 % au niveau national). Sur les 2 311 bâtiments dénombrés sur la commune en 2019, 2 311 sont en aléa moyen ou fort, soit 100 %, à comparer aux 98 % au niveau départemental et 54 % au niveau national. Une cartographie de l'exposition du territoire national au retrait gonflement des sols argileux est disponible sur le site du BRGM,.
Par ailleurs, afin de mieux appréhender le risque d’affaissement de terrain, l'inventaire national des cavités souterraines permet de localiser celles situées sur la commune.
Concernant les mouvements de terrains, la commune a été reconnue en état de catastrophe naturelle au titre des dommages causés par la sécheresse en 1989, 1991, 1993, 1998, 2003, 2011, 2015, 2016, 2017 et 2020 et par des mouvements de terrain en 1999.

## Histoire
L'origine d'Aussonne est très ancienne sans qu'aucun document ne permette de déterminer l'époque de sa fondation. En 1148 Aussonne est cité dans le cartulaire des seigneurs de l’Isle-en-Jourdain. En 1150 les droits féodaux d’Aussonne sont échangés entre plusieurs seigneurs jusqu’en 1217 date à laquelle il entre dans le patrimoine du couvent de Lespinasse.
En 1235 le Comte de Toulouse, Raymond VII l’acquiert au duché d’Aquitaine pour étendre son territoire comtal. En 1271, il en fit réversion à la couronne de France et Aussonne entra dans le domaine du roi.
Le plus ancien titre qui parle d'Aussonne est un acte d'échange passé entre le roi Philippe le Bel et un certain Géraud Balène, chevalier quercynois que le roi avait nommé surintendant des finances dans la sénéchaussée de Toulouse. Pour se libérer des dettes qu'il avait envers le roi, Géraud Balène donna à celui-ci un certain nombre de ses terres, dont Aussonne. Le premier d'une longue série d'échanges entre familles nobles.
Le dernier seigneur d'Aussonne fut Samuel-Jacques-Louis-Jean-François d'Aussonne. Avocat et conseiller au Parlement de Toulouse qui fut condamné à mort en 1794 par le tribunal révolutionnaire de Paris.

## Politique et administration

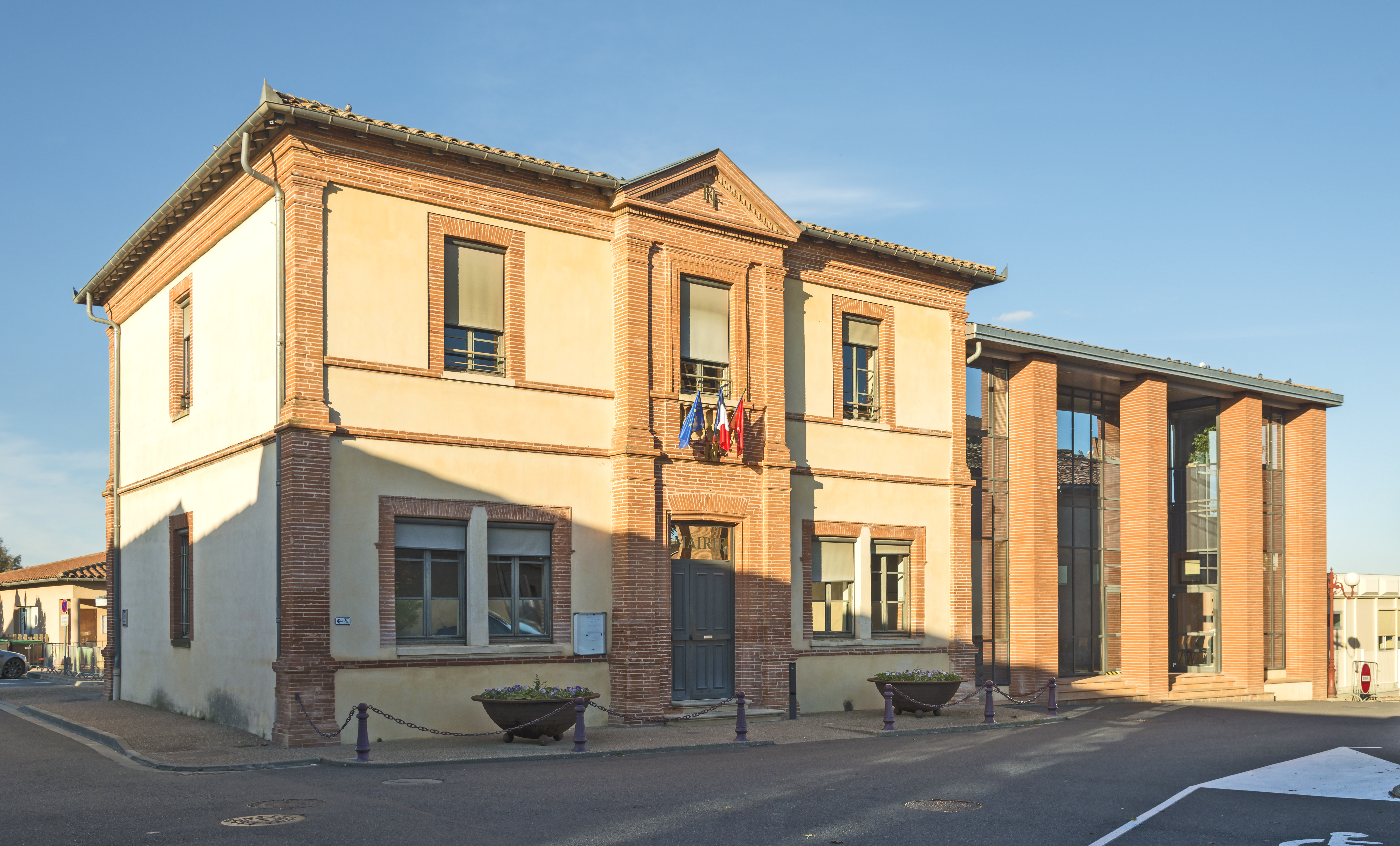
Hotêl de ville.

### Administration municipale
Le nombre d'habitants au recensement de 2017 étant compris entre 5 000 habitants et 9 999 habitants, le nombre de membres du conseil municipal pour l'élection de 2020 est de vingt-neuf,.

### Rattachements administratifs et électoraux
Commune faisant partie de la cinquième circonscription de la Haute-Garonne, de Toulouse Métropole et du canton de Blagnac (avant le redécoupage départemental de 2014, Aussonne faisait partie de l'ex-canton de Grenade).

### Liste des maires
| Période                                  | Période                    | Identité        | Étiquette     | Qualité                           |
| ---------------------------------------- | -------------------------- | --------------- | ------------- | --------------------------------- |
| Les données manquantes sont à compléter. |                            |                 |               |                                   |
| 1892                                     | 1905                       | Jean Gazagne    |               |                                   |
| 1905                                     | 1919                       | Raymond Eychène |               |                                   |
| 1919                                     | 1935                       | Pierre Barthes  |               |                                   |
| 1935                                     | 1944                       | Joseph Denux    |               |                                   |
| 1944                                     | 1945                       | Elie Rabinovici |               |                                   |
| 1945                                     | 1977                       | Pierre Denis    |               |                                   |
| 1977                                     | 1995                       | Guy Salières    | PS            | Électronicien aéronautique        |
| 1995                                     | 2001                       | Michel Socasau  | RPR           |                                   |
| 2001                                     | 2020                       | Lysiane Maurel  | PS            | Retraitée de la fonction publique |
| 2020                                     | En cours (au 28 juin 2020) | Michel Beuillé  | Apparenté PCF | Formateur                         |

## Population et société

### Démographie
La ville connait une forte évolution démographique depuis 1970.
En 2016, la population d'Aussonne est de 6980 habitants.

L'évolution du nombre d'habitants est connue à travers les recensements de la population effectués dans la commune depuis 1793. Pour les communes de moins de 10 000 habitants, une enquête de recensement portant sur toute la population est réalisée tous les cinq ans, les populations de référence des années intermédiaires étant quant à elles estimées par interpolation ou extrapolation. Pour la commune, le premier recensement exhaustif entrant dans le cadre du nouveau dispositif a été réalisé en 2007.

En 2022, la commune comptait 7 731 habitants, en évolution de +10,76 % par rapport à 2016 (Haute-Garonne : +8,02 %, France hors Mayotte : +2,11 %).
| 1793 | 1800 | 1806 | 1821 | 1831 | 1836 | 1841 | 1846 | 1851 |
| ---- | ---- | ---- | ---- | ---- | ---- | ---- | ---- | ---- |
| 465  | 435  | 463  | 539  | 553  | 661  | 647  | 672  | 691  |

| 1856 | 1861 | 1866 | 1872 | 1876 | 1881 | 1886 | 1891 | 1896 |
| ---- | ---- | ---- | ---- | ---- | ---- | ---- | ---- | ---- |
| 680  | 682  | 671  | 652  | 640  | 622  | 628  | 572  | 556  |

| 1901 | 1906 | 1911 | 1921 | 1926 | 1931 | 1936 | 1946 | 1954 |
| ---- | ---- | ---- | ---- | ---- | ---- | ---- | ---- | ---- |
| 538  | 522  | 496  | 427  | 448  | 418  | 447  | 498  | 521  |

| 1962 | 1968 | 1975  | 1982  | 1990  | 1999  | 2006  | 2007  | 2012  |
| ---- | ---- | ----- | ----- | ----- | ----- | ----- | ----- | ----- |
| 661  | 873  | 1 952 | 3 636 | 4 000 | 4 220 | 5 391 | 5 556 | 6 739 |

| 2017  | 2022  | - | - | - | - | - | - | - |
| ----- | ----- | - | - | - | - | - | - | - |
| 6 984 | 7 731 | - | - | - | - | - | - | - |

| selon la population municipale des années : | 1968 | 1975 | 1982 | 1990 | 1999 | 2006 | 2009 | 2013 |
| Rang de la commune dans le département      | 86   | 47   | 24   | 31   | 37   | 33   | 30   | 30   |
| Nombre de communes du département           | 592  | 582  | 586  | 588  | 588  | 588  | 589  | 589  |

### Enseignement
- Crèches Prunel, du Prestillou et une crèche associative à Jean Jaurès.
- Écoles primaires Jules Ferry et Louise Michel.
- Collège Germaine Tillion.

Le lycée Saint-Exupéry est situé dans la commune voisine de Blagnac.

### Manifestations culturelles et festivités
Marché le vendredi matin, vide-grenier le 1er juin, organisé par le foyer rural, jazz sur son 31 à la salle des fêtes Joseph-Bernès, festival la Voix et la Main, salle de danse, salle des fêtes,

### Santé
Centre médical, cabinet dentaire et clinique vétérinaire du Mounestié,

### Activités sportives
Siège social du Tolosa Despòrt Gaelic, tennis, football, rugby à XV, halle aux Sports Pierre Denis, basketball, judo,

### Écologie et recyclage
La collecte et le traitement des déchets des ménages et des déchets assimilés ainsi que la protection et la mise en valeur de l'environnement se font dans le cadre de la métropole de Toulouse Métropole.

## Économie

### Revenus
En 2018  (données Insee publiées en septembre 2021), la commune compte 2 834 ménages fiscaux, regroupant 7 230 personnes. La médiane du revenu disponible par unité de consommation est de 25 460 € (23 140 € dans le département). 64 % des ménages fiscaux sont imposés (55,3 % dans le département).

### Emploi
|                | 2008  | 2013  | 2018  |
| -------------- | ----- | ----- | ----- |
| Commune        | 4,9 % | 5,8 % | 7,2 % |
| Département    | 7,7 % | 9,6 % | 9,3 % |
| France entière | 8,3 % | 10 %  | 10 %  |

En 2018, la population âgée de 15 à 64 ans s'élève à 4 441 personnes, parmi lesquelles on compte 78,2 % d'actifs (71,1 % ayant un emploi et 7,2 % de chômeurs) et 21,8 % d'inactifs,. Depuis 2008, le taux de chômage communal (au sens du recensement) des 15-64 ans est inférieur à celui de la France et du département.
La commune fait partie de la couronne de l'aire d'attraction de Toulouse, du fait qu'au moins 15 % des actifs travaillent dans le pôle,. Elle compte 1 335 emplois en 2018, contre 1 314 en 2013 et 1 172 en 2008. Le nombre d'actifs ayant un emploi résidant dans la commune est de 3 180, soit un indicateur de concentration d'emploi de 42 % et un taux d'activité parmi les 15 ans ou plus de 62,8 %.
Sur ces 3 180 actifs de 15 ans ou plus ayant un emploi, 502 travaillent dans la commune, soit 16 % des habitants. Pour se rendre au travail, 89,5 % des habitants utilisent un véhicule personnel ou de fonction à quatre roues, 2,9 % les transports en commun, 4,9 % s'y rendent en deux-roues, à vélo ou à pied et 2,6 % n'ont pas besoin de transport (travail au domicile).

### Activités hors agriculture

#### Secteurs d'activités
464 établissements sont implantés  à Aussonne au 31 décembre 2019. Le tableau ci-dessous en détaille le nombre par secteur d'activité et compare les ratios avec ceux du département,.
| Secteur d'activité                                                                                        | Commune | Commune | Département |
| Secteur d'activité                                                                                        | Nombre  | %       | %           |
| --- | ------- | ------- | ----------- |
| Ensemble                                                                                                  | 464     | 100 %   | (100 %)     |
| Industrie manufacturière, industries extractives et autres                                                | 21      | 4,5 %   | (5,7 %)     |
| Construction                                                                                              | 73      | 15,7 %  | (12 %)      |
| Commerce de gros et de détail, transports, hébergement et restauration                                    | 108     | 23,3 %  | (25,9 %)    |
| Information et communication                                                                              | 17      | 3,7 %   | (4,1 %)     |
| Activités financières et d'assurance                                                                      | 13      | 2,8 %   | (3,8 %)     |
| Activités immobilières                                                                                    | 19      | 4,1 %   | (4,2 %)     |
| Activités spécialisées, scientifiques et techniques et activités de services administratifs et de soutien | 79      | 17 %    | (19,8 %)    |
| Administration publique, enseignement, santé humaine et action sociale                                    | 87      | 18,8 %  | (16,6 %)    |
| Autres activités de services                                                                              | 47      | 10,1 %  | (7,9 %)     |

Le secteur du commerce de gros et de détail, des transports, de l'hébergement et de la restauration est prépondérant sur la commune puisqu'il représente 23,3 % du nombre total d'établissements de la commune (108 sur les 464 entreprises implantées  à Aussonne), contre 25,9 % au niveau départemental.

#### Entreprises et commerces
Les cinq entreprises ayant leur siège social sur le territoire communal qui génèrent le plus de chiffre d'affaires en 2020 sont : 
- SARL Pioneer Genetique, recherche-développement en autres sciences physiques et naturelles (138 420 k€)
- Pioneer Semences, commerce de gros (commerce interentreprises) de céréales, de tabac non manufacturé, de semences et d'aliments pour le bétail (118 596 k€)
- Rimadis, supermarchés (11 687 k€)
- Toulouse Evenements, organisation de foires, salons professionnels et congrès (5 012 k€)
- Soc Nouvelle Vulcanisation Industrielle - Sonovi, commerce de gros (commerce interentreprises) de fournitures et équipements industriels divers (3 463 k€)

La proximité d'Aussonne avec l'aéroport de Blagnac a permis à cette commune de bénéficier de la croissance d'Airbus. Aussonne fait d'ailleurs partie de Blagnac Constellation, et le site du parc des expositions et Centre de conventions de Toulouse Métropole est situé sur la commune.

### Agriculture
La commune est dans « les Vallées », une petite région agricole consacrée à la polyculture sur les plaines et terrasses alluviales qui s’étendent de part et d’autre des sillons marqués par la Garonne et l’Ariège. En 2020, l'orientation technico-économique de l'agriculture  sur la commune est la culture de fleurs et/ou horticulture diverse.
|               | 1988 | 2000 | 2010 | 2020 |
| ------------- | ---- | ---- | ---- | ---- |
| Exploitations | 33   | 23   | 14   | 16   |
| SAU (ha)      | 846  | 803  | 751  | 695  |

Le nombre d'exploitations agricoles en activité et ayant leur siège dans la commune est passé de 33 lors du recensement agricole de 1988  à 23 en 2000 puis à 14 en 2010 et enfin à 16 en 2020, soit une baisse de 52 % en 32 ans. Le même mouvement est observé à l'échelle du département qui a perdu pendant cette période 57 % de ses exploitations,. La surface agricole utilisée sur la commune a également diminué, passant de 846 ha en 1988 à 695 ha en 2020. Parallèlement la surface agricole utilisée moyenne par exploitation a augmenté, passant de 26 à 43 ha.

## Culture locale et patrimoine

### Lieux et monuments
- Église Notre-Dame-du-Rosaire, inscrite au titre des monuments historiques[44]
- Le château du centre ville
- Monument aux morts
- Parc des expositions et Centre de conventions de Toulouse Métropole, MEETT.

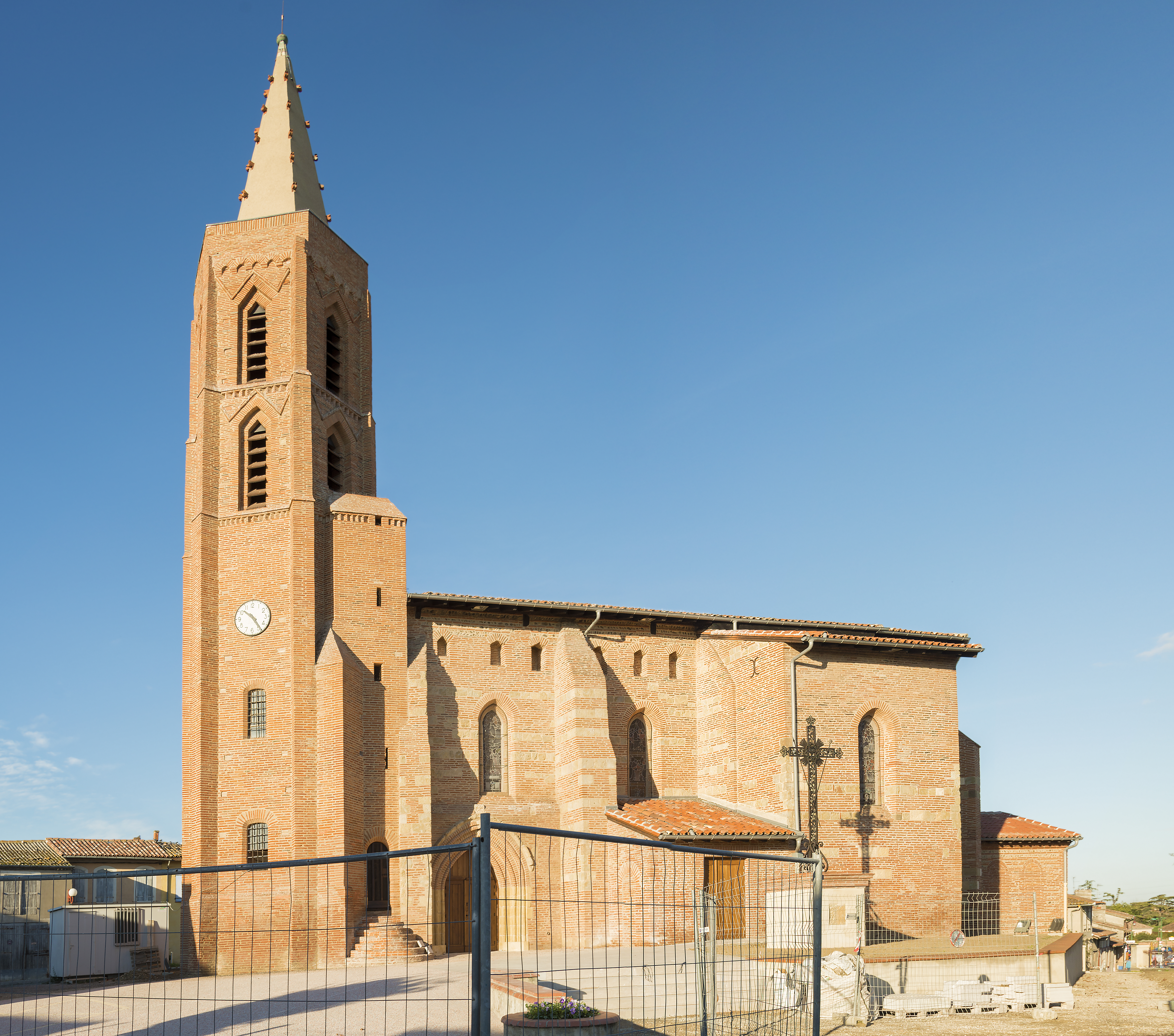
Notre-Dame-du-Rosaire
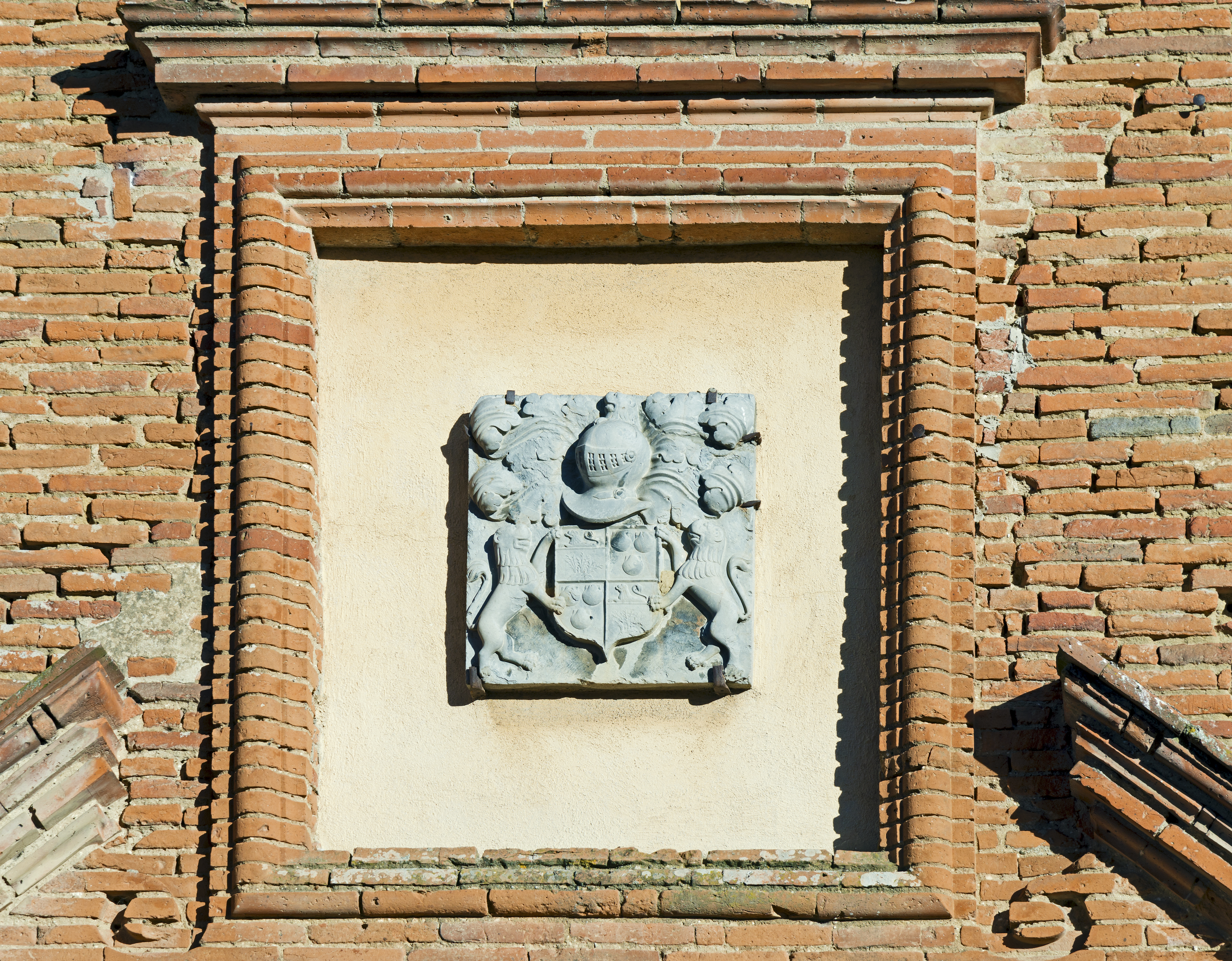
Armoiries sur le château

### Personnalités liées à la commune
- Thérèse Humbert, née Marie-Thérèse Daurignac, y est née.
- Céline Marty joueuse de football française évoluant au poste de gardienne de but, 4 titres de championne de France, 40 sélections en équipe de France.
- Sébastien Roque, joueur de rugby à XV.
- Maryse Duffaut, née à Aussonne, est l'auteur de nombreux poèmes, a collaboré à un livre sur Aussonne (Aussonne, regards sur le passé) et a écrit un livre.
- Jacques Cardona.
- Lionel Tarantino
- David Skrela
- François Cros

### Héraldique
| Aussonne | Son blasonnement est : De gueules à l'agneau pascal d'or, brochant sur une hampe du même posée en pal et sommée d'une croix occitane d'or. |

## Pour approfondir